# Kiyoshi Nakamura
Kiyoshi Nakamura (中村 聖 Nakamura Kiyoshi?), född 20 maj 1971 i Shiga prefektur, är en japansk tidigare fotbollsspelare.
Nakamura började sin karriär 1990 i Toyota Motors. Efter Toyota Motors spelade han för Shimizu S-Pulse och Ventforet Kofu. Han avslutade karriären 1998.